# West Orange, Texas
West Orange là một thành phố thuộc quận Orange, tiểu bang Texas, Hoa Kỳ. Năm 2010, dân số của xã này là 3443 người.

## Dân số
- Dân số năm 2000: 4111 người.
- Dân số năm 2010: 3443 người.